# Вілла-Карчина
Вілла-Карчина (італ. Villa Carcina) — муніципалітет в Італії, у регіоні Ломбардія, провінція Брешія.
Вілла-Карчина розташована на відстані близько 460 км на північний захід від Рима, 85 км на схід від Мілана, 14 км на північ від Брешії.
Населення — 10 983 особи (2014).
Покровитель — Sant'Antonio.

## Демографія
Населення за роками:

Станом на 1 січня 2023 року в муніципалітеті офіційно проживало 1105 іноземців з 48 країн, серед них 239 громадян країн Євросоюзу та 53 громадяни України.

## Сусідні муніципалітети
- Бріоне
- Кончезіо
- Гуссаго
- Лумеццане
- Сареццо